# هشتادان
هشتادان، شهری است از توابع بخش جوشان شهرستان گلباف در استان کرمان ایران.

## جمعیت
این روستا در دهستان جوشان قرار داشته و براساس آخرین سرشماری مرکز آمار ایران که در سال ۱۳۸۵ صورت گرفته، جمعیت آن ۲۴۲نفر (۵۸خانوار) بوده‌است.